# Línia de París-Lió a Marsella-Sant Carles
La línia de París-Lió a Marsella-Sant Carles, anomenada també "Línia PLM" a partir de les sigles d'antiga Companyia dels ferrocarrils de París a Lió i a la Mediterrània, o també "artèria imperial" o "línia imperial" perquè fou inaugurada per Napoleó III, és una línia de ferrocarril de 863 km que uneix les tres primeres aglomeracions urbanes franceses: París, Lió i Marsella. Operada des del 1857 pel PLM, i després, des del 1938 per la SNCF, és la principal artèria de la xarxa ferroviària francesa. Travessa quatre regions: Illa de França, Borgonya-Franc Comtat, Alvèrnia-Roine-Alps i Provença-Alps-Costa Blava.

## Història
Aquesta línia fou oberta en diverses etapes entre el 1847 i el 1856, quan es va obrir el tram final a través de Lió. Entre 1852 i 1857 les companyies que gestionaven els diferents trams es van anar fusionant fins a formar la companyia PLM. L'obertura de la línia d'alta velocitat LGV Sud-Est de París a Lió en 1981, la LGV Roine-Alps en 1992 i la LGV Mediterrani en 2001 van disminuir la seva importància per al trànsit de passatgers. Abans de la gran velocitat, el tren estrella d'aquesta línia era l'exprés de París a Marsella conegut com le Mistral, que el 1975 feia el recorregut en 6 hores i 40 minuts.
Del 1997 al 31 de desembre de 2014, era, com la resta de la xarxa nacional, la propietat de la xarxa nacional de França (RFF). L'1 de gener de 2015 va canviar de propietari, formant part de la SNCF, i l'1 de gener de 2020 va tornar de nou a l'estat.